# 雷寨镇
雷寨镇，是中华人民共和国河南省驻马店市正阳县下辖的一个乡镇级行政单位。原为雷寨乡，2023年撤乡设镇。行政区划代码改为411724109。 

## 行政区划
雷寨镇下辖以下地区：
雷寨村、王围孜村、后寨村、高胡村、甘楼村、李楼村、关路口村、雷堰村、张伍店村、邹庄村、董庄村、杜楼村、西严店村、何岗村、朱庄村、曹楼村、肖围孜村、施庄村、石刘村、李塘村和塘坡村。